# Stenotarsus monrovius
Stenotarsus monrovius is een keversoort uit de familie zwamkevers (Endomychidae). De wetenschappelijke naam van de soort werd in 1943 gepubliceerd door Strohecker.